# Adelheid Popp
Adelheid Popp (nascuda com a Adelheid Dworak, Inzersdorf (avui barri de Viena), 11 de febrer de 1869-Viena, 7 de març de 1939) va ser una activista pels drets de les dones austríaca i socialista. Va fundar el moviment proletari de dones a Àustria.

## Vida i obra
Com a membre d'una família de classe treballadora, Adelheid Dworak va haver de deixar l'escola al cap de tres anys per anar a treballar a una fàbrica. Els seus germans la portaven a assemblees de treballadors on un dia va parlar de la situació de les treballadores i causà un gran rebombori. A partir d'aquest moment Popp, a més de treballar dotze hores al dia a la fàbrica, aprèn als vespres a llegir i a escriure: llegeix escrits d'ideologia socialista i escriu sobre la situació de les treballadores. Els caps de setmana intervé en reunions de partits polítics.
Després d'haver ajudat a organitzar una vaga de dones, la policia secreta la va col·locar en el punt de mira i va ser empresonada diverses vegades. L'any 1891 va ser membre de l'associació d'educació per a treballadores de Viena. Com a cofundadora del diari austríac Arbeiterinnen-Zeitung (Diari de les treballadores) va esdevenir-ne la redactora principal l'any 1892 i l'any 1919 l'editora. A partir del 1893 va assumir la presidència del club de lectura i discussió Libertas. Durant aquesta època va mantenir una bona relació amb Friedrich Engels i August Bebel, els quals l'apreciaven molt. L'any 1893 es va casar amb Julius Popp, amic íntim i empleat del líder del partit socialdemòcrata Victor Adler, que al mateix temps estava casat amb Emma Adler, ja amiga d'Adelheid. Julius Popp va morir tan sols vuit anys més tard, l'any 1902. Els seus dos fills també van morir aviat, un combatent en la Primera Guerra Mundial i l'altre a causa d'una grip.
L'any 1902 va fundar amb d'altres l'Associació de dones i noies socialdemòcrates (Verein sozialdemokratischer Frauen und Mädchen). L'any 1909 va publicar anònimament la seva Història de joventut d'una treballadora (Jugendgeschichte einer Arbeiterin) amb pròleg d'August Bebel, que es va convertir en un llibre amb molt de ressò en els cercles socialistes.

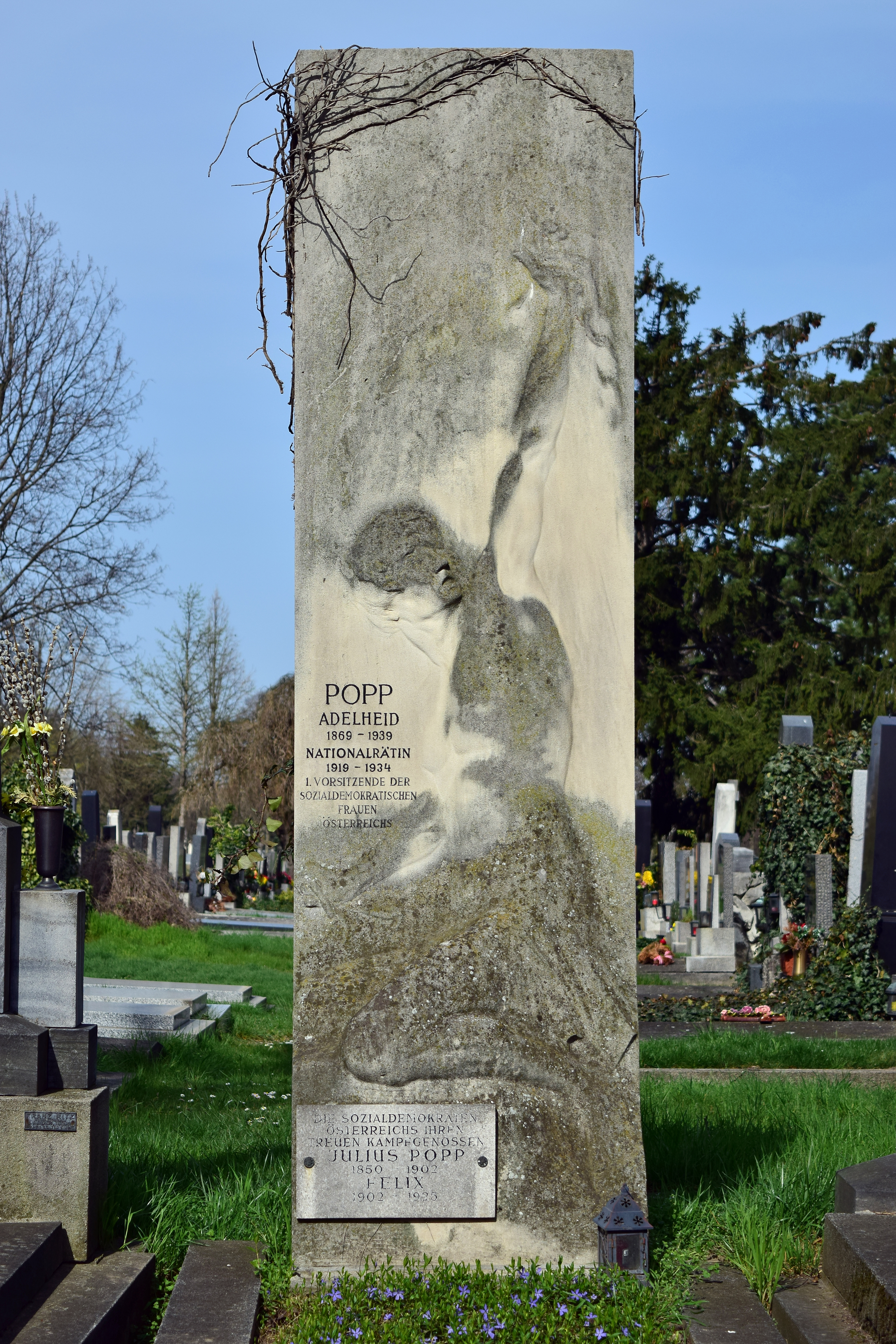
Tomba d'Adelheid i Julius Popp

L'any 1918 va ser votada per formar part de l'executiva del partit i també com a regidora al Consell Municipal de Viena, del qual va ser-ne membre fins al 1923. Un any més tard, al 1919, va esdevenir diputada a la cambra baixa del parlament austríac i hi va ser reelegida diverses vegades. A més va ser presidenta del Comitè Internacional de Dones: succeí Clara Zetkin en el càrrec. L'any 1929 va publicar a Viena Der Weg zur Höhe (El camí cap al cim), una història sobre el moviment de dones socialdemòcrates.
L'any 1933 va renunciar a les seves funcions al partit per raons d'edat. Va viure la Guerra Civil austríaca, l'any 1934, que va resultar en la prohibició del partit socialdemòcrata i l'annexió d'Àustria al Tercer Reich l'any 1938, però en aquell moment per raons de salut no va poder participar activament en la vida pública i política. El 7 de març del 1939 va morir a Viena.